# Aubervilliers – Pantin – Quatre Chemins (Métro Paris)
Aubervilliers – Pantin – Quatre Chemins [obɛʁvilje pɑ̃tɛ̃ katʁ(ə) ʃəmɛ̃] ist eine unterirdische Station der Pariser Métro. Sie befindet sich unterhalb der Avenue Jean Jaurès an der Grenze der Pariser Vororte Aubervilliers und Pantin und wird von der Métrolinie 7 bedient. Die Station ist nach den beiden Orten benannt.
Die Station wurde am 4. Oktober 1979 in Betrieb genommen, als der nördliche Abschnitt der Linie 7 von der Station Porte de la Villette bis zur Station Fort d’Aubervilliers eröffnet wurde.